# Puya argentea
Puya argentea är en gräsväxtart som beskrevs av Lyman Bradford Smith. Puya argentea ingår i släktet Puya och familjen Bromeliaceae. Inga underarter finns listade i Catalogue of Life.